# Trần Đức Dương
Trần Đức Dương (sinh ngày 2 tháng 5 năm 1983) làm một cựu cầu thủ bóng đá người Việt Nam từng thi đấu ở vị trí tiền vệ cho câu lạc bộ Hải Phòng.